# Centrisola
Centrisola era il nome di un comune italiano, esistito dal 1927 al 1948.

## Storia
Il comune di Centrisola fu creato nel 1927 dalla fusione dei comuni di Chignolo d'Isola e Madone. Il nome del nuovo comune fu scelto per la sua posizione centrale all'interno dell'Isola bergamasca.
Il comune di Centrisola venne soppresso nel 1948, con la ricostituzione dei comuni preesistenti.